# بتینو کراشی
بتینو کراکسی (ایتالیایی: Bettino Craxi؛ زاده ۲۴ فوریهٔ ۱۹۳۴ – درگذشته ۱۹ ژانویهٔ ۲۰۰۰) یک سیاست‌مدار اهل ایتالیا بود.
وی رهبر حزب سوسیالیست ایتالیا از سال ۱۹۷۶ تا ۱۹۹۳ و نخست‌وزیر ایتالیا از سال ۱۹۸۳ تا ۱۹۸۷ بود. او رهبر سومین دولت در جمهوری ایتالیا بود و او یکی از قدرتمندترین و برجسته‌ترین سیاستمداران جمهوری به اصطلاح نخست بود.